# John Sivebæk
John Sivebæk (Vejle, 25 oktober 1961) is een voormalig voetballer uit Denemarken, die speelde als vleugelverdediger. Hij beëindigde zijn loopbaan in 1997 bij de Deense club Aarhus GF.

## Clubcarrière
Sivebæk begon zijn loopbaan bij Vejle BK en vertrok in 1985 naar Manchester United. Hij speelde twee seizoenen voor de club uit Engeland, waarna hij zijn heil zocht in Frankrijk.

## Interlandcarrière
Sivebæk speelde in totaal 87 officiële interlands (één goal) voor Denemarken. Onder leiding van bondscoach Sepp Piontek maakte hij zijn debuut op 5 mei 1982 in de vriendschappelijke wedstrijd tegen Zweden (1-1) in Kopenhagen, net als Søren Skov (Cercle Brugge) en Flemming Christensen (Lyngby BK). Hij nam met zijn vaderland deel aan vier eindtoernooien: EK voetbal 1984, WK voetbal 1986, EK voetbal 1988 en het door de Denen gewonnen EK voetbal 1992.

## Erelijst
Vejle BK
- Deens landskampioenschap

1984
- Deense beker

1981